# Minna von Mädler
Minna von Mädler, auch Maedler, geboren als Christine Sophie Wilhelmine Witte (* 15. Oktober 1804 in Hannover; † 5. März 1891 ebenda), war eine deutsche Lyrikerin und Übersetzerin.

## Leben
Minna Witte wurde am 15. Oktober 1804 als älteste Tochter des hannoverschen Konsistorial- und Hofrates Friedrich Christian Witte (1773–1854) und der Wilhelmine Sophie Elisabeth (geb. Boettcher) (1777–1854) geboren. Ihre Mutter wurde bekannt dadurch, dass sie 1839 den ersten Mondglobus anfertigte, der die Anerkennung Alexander von Humboldts und John Herschels fand. Von ihren dreizehn jüngeren Geschwistern, die zum großen Teil früh starben, sind die Juristen Friedrich Ernst Witte und Theodor Witte bekannt.
Im Alter von 16 Jahren wurde Minna Witte durch eine Reihe von Skizzen des Malers Johann Heinrich Ramberg zu einem ersten größeren Gedicht angeregt, das dann zusammen mit den Skizzen 1826 als Buch herauskam. Während eines Besuches der verwitweten Landgräfin Elisabeth von Hessen-Homburg, der Tochter Georg III. von England, in Hannover wurde Minna Witte deren Gesellschafterin und gab mit dieser 1834 eine Reihe von Sonetten heraus.
1840 heiratete sie den Astronomen Johann Heinrich Mädler. Insbesondere nach dessen Tod schrieb sie ab 1874 ihre Lyrik. Einen Namen machte sie sich seitdem auch als Übersetzerin aus dem Spanischen und dem Englischen.

## Ehrung

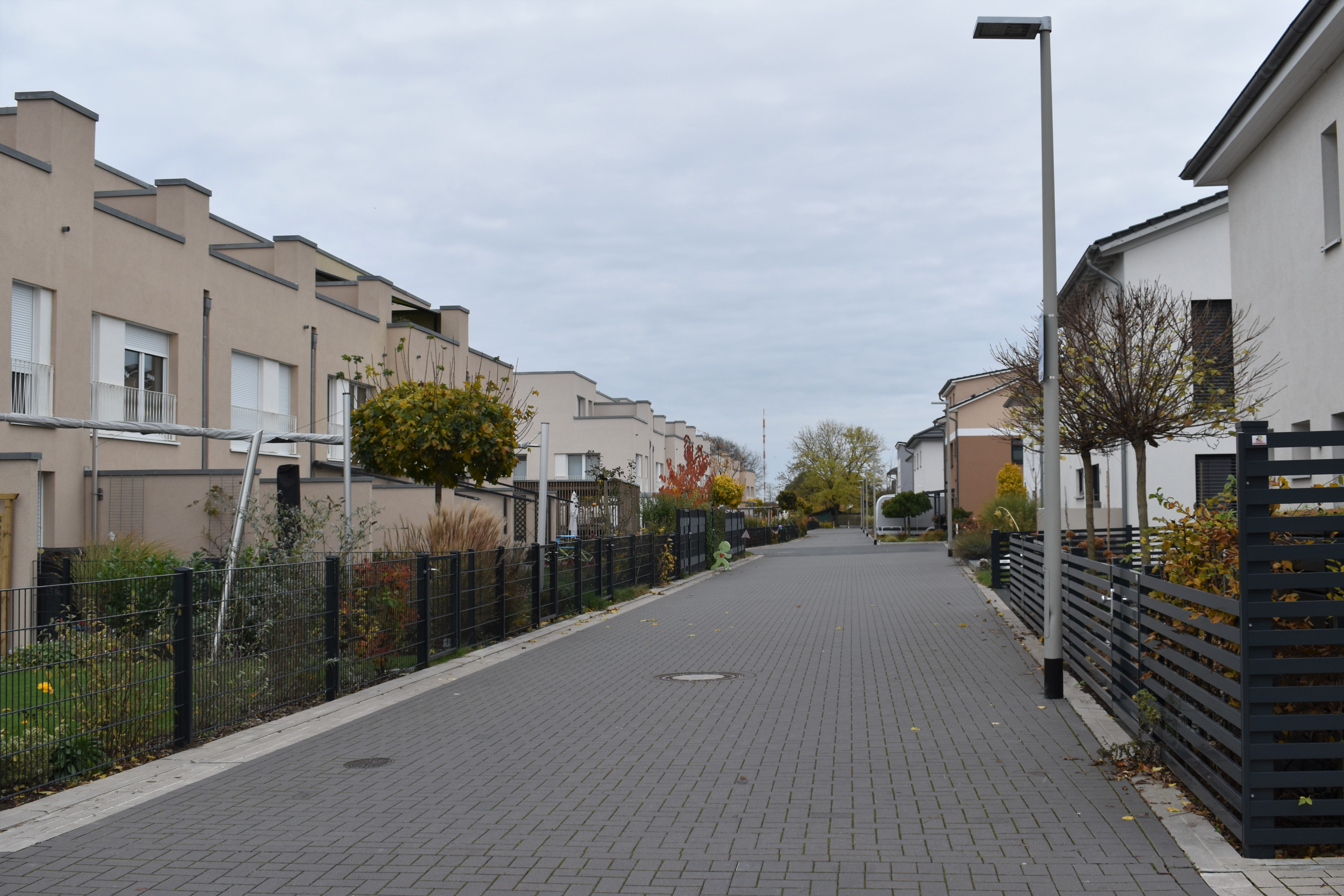
Der Minna-von-Mädler-Weg in Hannover-Wettbergen

2011 wurde in Hannover im Stadtteil Wettbergen eine Straße nach Minna von Mädler benannt.

## Werke (unvollständig)
- Lilli in zehn Liedern. Mit 10 Kupfern, gez. von Ramberg, Hannover 1826.[4]
- Genius. Imagination. Phantasie. Ein Cycklus von zwanzig Bildern nach Entwürfen Ihrer Königlichen Hoheit der Frau Landgräfin von Hessen-Homburg, gezeichnet von J. H. Ramberg. Mit erklärenden Sonetten von M[inna] W[itte], Hannover 1834.[4]
- Das Paradies und die Peri. Nach Thomas Moore. 1837.[5]
- Die Psalmen. Auswahl metrisch übersetzt. 1838.[5]
- Gedichte Reyher, Mitau 1848.[5]
- Stromesopfer, Gedicht. 1850.[5]
- Die Missverständnisse eines Abends. Nach Goldsmith. 1852.[5]
- Anna. Ein livländisches Lebensbild, Rümpler, Hannover 1858.[5]